# Alfred-Odilon Comtois
Pour les articles homonymes, voir Comtois.
Monseigneur Alfred-Odilon Comtois (5 mars 1876 - 26 août 1945) était un homme d'Église canadien qui fut évêque du diocèse de Trois-Rivières de 1934 à 1945. Originaire de Trois-Rivières (Québec), il reçut l'ordre en l'année 1898. Il avait été nommé évêque par Pie XI et consacré à l'épiscopat par Mgr François-Xavier Cloutier avec comme co-consécrateurs François-Xavier Ross et Alphonse Emmanuel Deschamps (de). En 1945, Mgr Maurice Roy lui succède en tant qu'évêque de Trois-Rivières, à l'année de son décès.